# 弓立社
弓立社（ゆだちしゃ）は、東京都千代田区に所在する日本の出版社。

## 沿革
1972年12月、徳間書店の編集者だった宮下和夫によって創立された。処女出版は『敗北の構造―吉本隆明講演集』だった。かつては東京都荒川区西日暮里に所在した。
吉本隆明の著書を軸に岡田英弘や副島隆彦といった歴史・人文系の刊行が多く行った。コミックやサブカルチャーも扱い、1985年発行の『東京女子高制服図鑑』で制服ブームの火付け役になった。
宮下は2011年10月に友人の小俣一平へ会社を譲渡し、自身はフリーの編集者として吉本隆明関連の著作編集を行っていた。2022年2月に没した、享年79歳。

### 関連出版
- 宮下和夫『弓立社という出版思想　出版人に聞く19』聞き手小田光雄、論創社、2015年